# ジャージー・ボーイズ
『ジャージー・ボーイズ』 (英: Jersey Boys) はボブ・ゴーディオ作曲、ボブ・クルー作詞、マーシャル・ブリックマンおよびリック・エリス脚本による2005年のジュークボックス・ミュージカル。
1960年代に活躍したブルー・アイド・ソウル・コーラス基調のロックンロールグループ「フォー・シーズンズ」の結成、成功、一部オリジナルメンバーの脱退までを脚色したドキュメンタリー・スタイルを採っている。このミュージカルは四季(フォー・シーズンズ)ごとに場面展開され、それぞれの場面を別のバンド・メンバーがそれぞれの視点によりバンドの経歴や音楽を語り継ぐ。「恋のヤセがまん」、「シェリー」、「1963年12月 (あのすばらしき夜)」、「瞳の面影」、「ステイ」、「君の瞳に恋してる」、「君のもとへ帰りたい」、「悲しきラグ・ドール」などの曲が使用されている。タイトルの『ジャージー・ボーイズ』はフォー・シーズンズのメンバー達がニュージャージー州出身であることに由来している。
2005年、ブロードウェイで開幕し、2度の全米ツアーを行なった他、イギリスのロンドンのウエスト・エンド・シアター、ネバダ州ラスベガス、イリノイ州シカゴ、カナダのオンタリオ州トロント、ビクトリア州メルボルンを含むオーストラリア各地、シンガポール、南アフリカ、オランダでも上演された。2006年、トニー賞においてミュージカル作品賞を含む4部門を受賞し、2009年、ローレンス・オリヴィエ賞においてミュージカル作品賞を受賞した。
2016年、日本語版がシアタークリエで上演。（後述）

## 製作
『Buddy – The Buddy Holly Story 』、『マンマ・ミーア!』の成功後、フォー・シーズンズのオリジナル・メンバーであるボブ・ゴーディオとプロデューサーのボブ・クルーはフォー・シーズンズの楽曲を使い、同様のジュークボックス・ミュージカルを製作することを検討した。脚本にリック・エリスおよびマーシャル・ブリックマン、演出にデス・マカナフを迎えた。マカナフはABBAの曲を使用した『マンマ・ミーア!』のような独自の物語ではなく、フォー・シーズンズの経歴を物語ることを提案した。ブリックマンはこれについて「クラシックなアメリカの物語であり、またアメリカン・ドリームでありながらその逆も含んでいる」としてこの案に賛成した。
フォー・シーズンズが活躍していた時代、雑誌類は彼らについてあまり多くを記事にしなかったため、この公演までフォー・シーズンズの経歴があまり知られることはなかった。作品を作る上での彼らの調査により、ブリックマンとエリスはメンバー達に逮捕歴があり活動の妨げになることを恐れ隠蔽されてきていたことに驚かされた。ゴーディオによると「当時、少しばかりイメージ・アップを図られた。決して忘れた訳ではない。この話が表沙汰になるのは私達にとってとても恐ろしかった」。この時代、他のバンドは不良のようなイメージを打ち出していたが、フォー・シーズンズは大多数の人々に良い印象を与えたかったのだ。
ブリックマンとエリスはフォー・シーズンズのメンバーのゴーディオ、フランキー・ヴァリ、トミー・デヴィートのインタビュー素材を使用することにした。ブリックマンはメンバーそれぞれが在籍時に違う視点を持っていたことに着目した。デヴィートは「あいつらの言うことを聞くな。俺が本当のことを教えてやる」とメンバーのうち3人に言った。エリスは、デヴィート側からすると発見の瞬間であったが、他のメンバー側からするとこれとは矛盾しており、違う視点から同じ出来事を描く羅生門効果を取り入れた。脚本家達はマフィアのボスの故ジプ・デカルロの家族と連絡を取り、彼に敬意を表し作品に描いた。
ゴーディオは初期の製作チームに属していたが、試験興行の際には製作に関わっておらず、公演が始まると出演者には1度しか会わなかった。ゴーディオ、ヴァリ、デヴィートは自身の客観性に欠けることから製作から手を引くことを決心し、ブリックマン、エリス、マカナフに全てを任せることにした。しかしゴーディオとヴァリはもし気に入らなかったら公演をやめさせると語っていた。

## 上演
2004年10月5日から2005年1月16日、カリフォルニア大学サンディエゴ校のラホヤ・プレイハウスで『ジャージー・ボーイズ』の郊外での試験興行が行なわれた。クリスチャン・ホフ、デイヴィッド・ノロナ、ダニエル・リチャード、J・ロバート・スペンサーがフォー・シーズンズを演じた。試験興行の最後には、フランキー・ヴァリを演じたノロナは声が出なくなってしまい降板せざるを得なかった。トミー・デヴィート役のオーディションを受けていたジョン・ロイド・ヤングがヴァリ役を引き継いだ。
2005年10月4日からブロードウェイでのプレヴュー公演が始まり、2005年11月6日、オーガスト・ウィルソン・シアターで正式に公演が始まった。出演者はフランキー・ヴァリ役にジョン・ロイド・ヤング、トミー・デヴィート役にクリスチャン・ホフ、ボブ・ゴーディオ役にダニエル・リチャード、ニック・マッシ役にJ・ロバート・スペンサー。当時ラホヤ・プレイハウスの芸術監督であったデス・マカナフが演出を担当し、セルジオ・トゥルジロが振付を担当。ブロードウェイではプレビュー公演を38回上演後、現在も上演し続けている。2015年2月15日現在、公演回数は3,844回に到達し、ブロードウェイで歴代13番目（上演中のもののなかでは6番目）に長く上演された公演となった。「ジュークボックス・ミュージカル」のジャンルに限れば、「マンマ・ミーア!」（現在も上演中）に次ぐロングランである。
2006年12月10日、最初の全米ツアーがサンフランシスコのカレン・シアターから始まり、38都市を巡業した。フィラデルフィアのフォレスト・シアターでは8回興行記録を更新した。
2007年5月、第1回全米ツアーが行なわれている間、ニック・マッシ役のオリジナル・ブロードウェイ・キャストのスティーヴ・グーヴェイアを含む2つ目のカンパニーがカレン・シアターでデビューし、その後2007年10月5日からシカゴのバンク・オブ・アメリカ・シアターでロングラン公演を行なった。このシカゴ公演での出演者は第59回プライムタイム・エミー賞の中でHBOの『ザ・ソプラノズ 哀愁のマフィア』のトリビュートに出演した。2007年11月20日から12月30日のホリデー・シーズンにフランキー・ヴァリ役にリック・フォーノ、ボブ・ゴーディオ役にアンドリュー・ラネルズ、トミー・デヴィート役にブライアン・マケロイ、ニック・マッシ役にジェフ・リーボー出演でカレン・シアターで再演された。この公演出演者のほとんどがラスベガス公演のオリジナル・キャストとなり、2009年5月3日日曜日、ザ・パラッゾ・ホテルに新設されたジャージー・ボーイズ・シアターで上演開始された。2012年1月1日より一時的に上演を中止し、2012年3月6日からパリス・ラスベガスで再開された。
2008年2月、ロンドンのプリンス・エドワード・シアターでウエスト・エンド・デビューを果たした。製作チームはブロードウェイ公演と同じであった。出演者はフランキー・ヴァリ役にライアン・モロイ、ボブ・ゴーディオ役にスティーブン・アシュフィールド、トミー・デヴィート役にグレン・カーター、デカルロ役にスチュアート・ミリガン、ダニー/ナックルズ役にトム・ローカン。この公演はローレンス・オリヴィエ賞ミュージカル作品賞を受賞した。この公演は2014年3月よりピカディリー・シアターで上演される予定である。
2009年7月4日、メルボルンのプリンセス・シアターでオーストラリア公演が開始された。出演者はフランキー・ヴァリ役にボビー・フォックス、ボブ・ゴーディオ役にスティーブン・メイ、トミー・デヴィート役にスコット・ジョンソン、ニック・マッシ役にグラストン・トフト。2010年7月25日、メルボルン公演が終了し、2010年9月、主要キャストは同じままシドニー公演が開始された。2011年12月18日、シドニー公演が終了し、2012年4月から6月17日までオークランド公演が行なわれた。
2008年秋、全米ツアーの一環でオンタリオ州トロントにあるトロント・センター・オブ・アーツで公演を行なった際の成功により、2008年12月12日、第1回全米ツアー出演者のジェレミー・カシニア、ジェニー・リー・スタンを含む、新たに採用されたほとんどがカナダ人キャストによるトロント公演が開始された。2010年8月22日、公演2周年記念日に幕を閉じた。
2012年11月23日から2013年1月27日、シンガポールのマリーナベイ・サンズで全てが南アフリカ人キャストによる世界ツアー公演が行なわれた。2013年4月3日から南アフリカ共和国ヨハネスブルグにあるモンテカジノ内ザ・シアターにて、2013年6月19日からケープタウンのアートスケープにて公演が予定された。2013年11月13日から14日、南アフリカ人キャストによる公演がトルコのイスタンブールにあるズール・センター・パフォーミング・アーツにて行なわれる予定である。
2013年9月22日、ユトレヒトのベアトリクス・シアターでステージ・エンタテイメントのプロデュースによるオランダ公演が開幕した。この公演では歌の部分は英語で、セリフはオランダ語で行なわれた。
2017年1月15日をもって、ブロードウェイ版ロングラン公演が千秋楽を迎える予定。初演からの公演数は4642公演になる予定。

## 映画版
2014年にクリント・イーストウッド監督により映画化されている。

## あらすじ

### 第1幕
春
『Ces soirées-là 』 - 2000年に発表された、現代のポップ・ラップ曲が流れる。トミー・デヴィートが登場して自己紹介をし、この曲はフォー・シーズンズの『1963年12月 (あのすばらしき夜)』のカヴァーであることを説明する。彼はフォー・シーズンズについて語り始め、兄弟のニック・デヴィートと友人のニック・マッシと共にバラエティ・トリオという名のグループをいかに結成し、10代であったフランキー・カステルチオを迎え入れ自身の知識全てを教え込んだことを説明する(『The Early Years: A Scrapbook 』)。初期の数年間、ニック・マッシがフランキーに歌い方を教え、トミーは刑務所に出入りし、フランキーは姓をヴァリに変え、トミーとフランキーはマフィアのボスであるジプ・デカルロと懇意となり、フランキーはメアリー・デルガドと恋をし結婚する。音楽面において、彼らは何度かバンド名やサウンドを変えたりしたが、大きな成功は得られない。ニック・デヴィート脱退後のある日、地元ニュージャージーの友人ジョー・ペシがトミーのもとへやって来て、バンドの第四の男となるべきシンガー・ソングライターを知っていると語る。その男の名は、ボブ・ゴーディオ。
夏
ボブ・ゴーディオ(ボビー)がナレーションを引き継ぎ、たとえトミーが何と言おうと自分にはすでにロイヤル・ティーンズ として『Short Shorts 』というヒット曲があったため関係ない、と観客に語る。ボブはジョー・ペシと共に彼らの演奏を観に行き、フランキーの声がすぐに気に入る。ボブは書き上げたばかりの『Cry for Me 』をピアノで演奏すると、フランキーのヴォーカル、ニック・マッシのベース、トミーのギターが次々と加わる。当初トミーはまだ10代だったボビーがバンドに合うとは懐疑的であったが、彼らはエージェントに交渉する。バンドはついにプロデューサーのボブ・クリューとコンタクトがとれたが、バック・アップとしてしか歌わせてもらえない(『Backup Sessions 』)。クリューはバンドには個性がなく、バンド名やサウンドに大きな改革が必要だと主張する。バンド名はボウリング場の名に因みフォー・シーズンズとし、ボビーは『シェリー』、『恋のヤセがまん』、『恋のハリキリ・ボーイ(Walk Like a Man )』の3曲を書き上げ、バンドはスターダムにのし上がる。バンドが売れると同時に、ボブは童貞を失う(『1963年12月 (あのすばらしき夜)』)。コンサート・ツアーに出るようになり、新人ガールズ・バンドのThe Angels を同行させる(『My Boyfriend's Back』。頻繁にコンサート・ツアーに出ることにより、フランキーとメアリーの結婚はうまくいかなくなり、最終的に離婚となる(『瞳の面影』)。バンドはトップ・チャートに居続ける(『悲しき朝焼け(Dawn (Go Away) )』)。トミーが負った、高利貸しの借金取りが現れるまでは(『恋のハリキリ・ボーイ』リプライズ)。

### 第2幕
秋
第2幕は『Big Man in Town 』であける。ニック・マッシがナレーターを引き継ぎ、ボブはバンドの音楽的成功とその未来しか目に入っておらず、バンドがトラブルに巻き込まれていることに気付いていないことを説明する。トミーの負債は蓄積し、前回のコンサート・ツアーの請求書の支払いを忘れていたことで週末収監され、トミーとボブの間に溝が入る。ニックからするとトミーは、フランキーの成功およびボビーとの仲に嫉妬し、フランキーの新しいガールフレンドのロレインを誘惑しようとしているようである。2人はこの点において表立って争ったことはないが、古くからの友情はもはや修復不可能である。トミーが負った150,000ドルの借金により、高利貸しがバンドに近付き、トミーは助けを断ったがフランキーはジプ・デカルロに助けを求める(『Beggin' 』)。バンド、ジプ、高利貸しがエージェントにやって来て、トミーはラスベガスに隔離およびマフィアに監視され、トミーが隠し続けていた税金未納50万ドルと共にバンドが借金を肩代わりすることとなる。この時ニックは全てに疲弊し脱退を申し出る(『Stay /Let's Hang On! 』)
冬
フランキーがナレーションを引き継ぎ、トミーには色々面倒をかけられたこと、彼らの関係はすでにうまくいっていなかったこと、そしてニックがなぜ脱退したかいまだに理解できないことを語る。フランキーとボブはカルテットの形態にこだわり代役を探す(『Opus 17 (Don't You Worry 'bout Me) 』)。ボビーはもうスポットライトを浴びることに抵抗があり、フランキーがソロになることを提案する。すなわちこれまでの「フォー・シーズンズ」から「フランキー・ヴァリ・アンド・フォー・シーズンズ」となる。フランキーのプライベートでは娘のフランシーヌとの仲はぎくしゃくし、ガールフレンドのロレインとも別れてしまう（『バイ・バイ・ベイビー(Bye, Bye, Baby (Baby Goodbye) )』)。ボビーの曲のおかげでフランキーは成功し続け大ヒットした(『C'mon Marianne 』)が、ボビーがラジオ放送をめぐって争ったため新曲がほとんど発表されなくなる(『君の瞳に恋してる(Can't Take My Eyes Off You )』)。『君のもとへ帰りたい(Working My Way Back to You )』のヒットにより、フランキーとボビーはついにトミーの借金を払い終え、フランキーの人生は幸せであった。娘のフランシーヌが薬物過剰摂取で亡くなるまでは(『Fallen Angel 』)。
フィナーレ
ボブ・クリューは1990年、フォー・シーズンズがロックの殿堂入りを果たし、この時のステージがオリジナル・メンバーが集まった最後であったと語る’(『悲しきラグ・ドール(Rag Doll )』)。それぞれのメンバーがバンドへの誇りおよびその後を語り継ぐ(『愛はまぼろし(Who Loves You )』)。

## 主要キャスト
| 役                 | 説明 | オリジナル・ブロードウェイ・キャスト | 現在のブロードウェイ・キャスト                                             | オリジナル・ウエスト・エンド・キャスト       | 現在のウエスト・エンド・キャスト         |
| ------------------ | --- | ------------------------------------ | -------------------------------------------------------------------------- | -------------------------------------------- | ---------------------------------------- |
| フランキー・ヴァリ | フォー・シーズンズのメンバーでリード・ヴォーカリスト | ジョン・ロイド・ヤング               | ドミニク・スキャグリオン・ジュニア ジョセフ・レオ・ブウエイリー(Wキャスト) | ライアン・モロイ スコット・モネロ(Wキャスト) | ライアン・モロイ ジョン・リー(Wキャスト) |
| トミー・デヴィート | フォー・シーズンズのメンバーでリード・ギター奏者。高利貸しからの借金が蓄積し最終的に脱退。                                                                             | クリスチャン・ホフ                   | アンディ・カール                                                           | グレン・カーター                             | ジョン・ボイドン                         |
| ボブ・ゴーディオ   | 作曲家、フォー･シーズンズのメンバーでキーボード奏者。最年少で最後に参加。                                                                                              | ダニエル・リチャード                 | ドリュー・ゲーリング                                                       | スティーブン・アシュフィールド               | エド・ポスト                             |
| ニック・マッシ     | フォー・シーズンズのメンバーでベース奏者。ヴォーカルに耳が利き、フランキーの歌のトレーニングを助ける。                                                                 | J・ロバート・スペンサー              | マット・ボガート                                                           | フィリップ・ブルコック                       | デイヴィッド・マグラナン                 |
| メアリー・デルガド | フランキー・ヴァリの最初の妻。フランキーの芸名のスペルをアドバイスし、バンドの初動時に結婚していた。多忙となったフランキーとのすれ違いにより離婚。                     | ジェニファー・ネイモ                 | レネー・マリノ                                                             | スージー・バストン                           | ニコラ・ブラジル                         |
| ボブ・クリュー     | バンドがフォー・シーズンズと名乗る前から契約していたレコード・プロデューサー。                                                                                         | ピーター・グレッグ                   | ピーター・グレッグ                                                         | サイモン・アドキンス                         | ウィル・バラット                         |
| ジプ・デカルロ     | トミー・デヴィートを通じてフォー・シーズンズと繋がりのあるマフィアのボス。トミーが多額の借金を抱えた際バンドを助け、第三者として高利貸しとの交渉の仲介役を買って出た。 | マーク・ロティート                   | マーク・ロディート                                                         | スチュアート・ミリガン                       | スチュアート・ミリガン                   |
| ジョー・ペシ       | トミー、フランキー、ニックの友人でジョーイと呼ばれてる。ボブ・ゴーディオを彼らに紹介することを助ける。最終的に俳優となる。                                             | マイケル・ロンゴリア                 | ラッセル・フィッシャー                                                     | ジェイ・フラスカ                             | ベン・ジェニングス                       |
| ノーム・ワクスマン | トミーの借金を増やしトラブルに導く高利貸し。 | ドニー・カー                         | マイルス・オーブリー                                                       | ジョセフ・プロウズ                           | ジェイク・サミュエルズ                   |
| ロレイン           | リポーターで、メアリーと別れたフランキーのガールフレンド。そうと知りつつ誘惑しようとしたトミーと、フランキーが険悪になる要因の1つとなる。                              | エリカ・ピッチニーニ                 | ジェシカ・ラッシュ                                                         | エイミー・ペンバートン                       | ルーシー・マーティン                     |
| フランシーヌ       | フランキーとメアリーの娘で歌手を目指す。フランキーとぎくしゃくする。薬物の過剰摂取により死亡。                                                                         | サラ・シュミット                     | サラ・シュミット                                                           | ミシェル・フランシス                         | レベッカ・ジェーン=デイヴィス            |

## 音楽

### 楽曲
| 第1幕 - Ces soirées-là (あのすばらしき夜) - 2000年フランスパリ – フランス人ラッパーヤニック、バックアップ・グループ - Silhouettes – トミー・デヴィート、ニック・マッシ、ニック・デヴィート、フランキー・ヴァリ - You're the Apple of My Eye – トミー・デヴィート、ニック・マッシ、ニック・デヴィート - I Can't Give You Anything But Love – フランキー・ヴァリ - Earth Angel – トミー・デヴィート、全員 - Sunday Kind of Love – フランキー・ヴァリ、トミー・デヴィート、ニック・マッシ、ニックの彼女 - My Mother's Eyes – フランキー・ヴァリ - I Go Ape – フォー・ラヴァーズ - (Who Wears) Short Shorts – ロイヤル・ティーンズ - 恋の気分で I'm in the Mood for Love / Moody's Mood for Love – フランキー・ヴァリ - Cry for Me – ボブ・ゴーディオ、フランキー・ヴァリ、トミー・デヴィート、ニック・マッシ - An Angel Cried – ホール・ミラー・アンド・ザ・レイズ - I Still Care – ミス・フランキー・ノラン・アンド・ザ・ロマンズ - Trance – ビリー・ディクソン・アンド・ザ・トピックス - シェリー Sherry – フォー・シーズンズ - 恋のヤセがまん Big Girls Don't Cry – フォー・シーズンズ - 恋のハリキリ・ボーイ Walk Like a Man – フォー・シーズンズ - 1963年12月 (あのすばらしき夜) December 1963 (Oh, What A Night) – ボブ・ゴーディオ、全員 - My Boyfriend's Back – ザ・エンジェルズ - 瞳の面影 My Eyes Adored You – フランキー・ヴァリ、メアリー・デルガド、フォー・シーズンズ - 悲しき朝焼け Dawn (Go Away) – フォー・シーズンズ - 恋のハリキリ・ボーイ Walk Like a Man (リプライズ) – 全員 | 第2幕 - Big Man in Town – フォー・シーズンズ - Beggin' – フォー・シーズンズ - Stay – ボブ・ゴーディオ, フランキー・ヴァリ and ニック・マッシ - Let's Hang On! (To What We've Got ) – ボブ・ゴーディオ、フランキー・ヴァリ - Opus 17 (Don't You Worry 'bout Me) – ボブ・ゴーディオ、フランキー・ヴァリ・アンド・ザ・ニュー・シーズンズ - バイ・バイ・ベイビー Bye, Bye, Baby (Baby Goodbye) – フランキー・ヴァリ・アンド・フォー・シーズンズ - C'mon Marianne – フランキー・ヴァリ・アンド・フォー・シーズンズ - 君の瞳に恋してる Can't Take My Eyes Off You – フランキー・ヴァリ - 君のもとへ帰りたい(Working My Way Back to You – フランキー・ヴァリ・アンド・フォー・シーズンズ - Fallen Angel – フランキー・ヴァリ - 悲しきラグ・ドール Rag Doll – フォー・シーズンズ - 愛はまぼろし Who Loves You – フォー・シーズンズ、全員 |

### 楽器編成
『ジャージー･ボーイズ』の楽譜は3名のキーボード奏者、ギター、ベース、ドラム、2名の木管楽器演奏者、トランペットの9名のミュージシャンによる小編成オーケストラ用に書かれている。第1木管楽器演奏者はアルトおよびテナー・サックス、クラリネット、フルート、オーボエを演奏。第2木管楽器演奏者はテナーおよびバリトン・サックス、クラリネット、バス・クラリネットを演奏する。トランペット奏者はフルーゲルホーンも演奏する。

## 評価
『ニューヨーク・タイムズ』紙のベン・ブラントリーは「観客はとても熱狂していた。中年の観客で埋め尽くされたオーガスト・ウイルソン・シアターは現在が何年で自分が何歳かを忘れたように、そしてフランキー・ヴァリではなくジョン・ロイド・ヤングが演じているにもかかわらずリアルであった。カーテンコールまでの全ては束の間のリアルと輝きは拍手で手が痛くなるほどであった」と記した。
『デイリー・テレグラフ』紙のチャールズ・スペンサーは「ぼったくり。ロンドン公演での『バイ・バイ・ベイビー』からの驚くべき『ジャージー・ボーイズ』という言葉を疑わしく思う」と記した。『タイムズ』紙のベネディクト・ナイチンゲールは「『あのすばらしき夜』。ミュージカル要素は欠けるがビートルズの『レイン - ビートルズに捧ぐ』と同等だと思った」と語った。『デイリー・メール』紙のクエンティン・レッツは「正直に言おう。すごく楽しかった。素晴らしい曲と共に大きな衝撃のある公演だった」と語った。

## 派生作品
2005年11月、リノ・エンタテイメントによりオリジナル・キャスト録音の『Jersey Boys: Original Broadway Cast Recording 』(Rhino R2 73271)が発表され、2007年のグラミー賞最優秀ミュージカル・ショー・アルバム賞を受賞した。2008年2月、全米で50万枚以上を売り上げゴールド認定された。2009年10月、全米で100万枚以上を売り上げプラチナ認定された。
2010年、グレアム・キングのGKフィルムズはブリックマンおよびエリスの脚本によるミュージカルの映画化権を獲得した。2012年8月までにジョン・ファヴローが監督として契約し、キャスティングが始まった。2012年11月、『バラエティ』誌はワーナー・ブラザースが映画化から手を引いたと伝えたが、2013年5月、フォー・シーズンズのリード・シンガーであるフランキー・ヴァリのインタビューによると計画は進行中であり、自身の役のキャスティングにも関わるつもりだと語った。
2013年6月、IMDbは、クリント・イーストウッド監督、ジョン・ローガン脚本により2013年夏から撮影が始まる予定だと報じた。7月17日、フランキー・ヴァリ役にジョン・ロイド・ヤング、ボブ・ゴーディオ役にエリック・バーゲン、トミー・デヴィート役にヴィンセント・ピアッツァ、ニック・マッシ役にマイケル・ロメンダと主要キャスト4名が発表された。7月23日、マフィアのボスであるジプ・デカルロ役にクリストファー・ウォーケンが配役されたことが発表された。他のキャストはボブ・クリュー役にマイク・ドイル、ジョー・ペシ役にジョーイ・ルッソ、ニック・デヴィート役にジョニー・カニツァロ、ノーム・ワクスマン役にドニー・カー、ドニー役にジェレミー・ルーク、音楽出版者役にフィル・エイブラムス、フランシーヌ・ヴァリ役にフレイヤ・ティングレイ、メアリー・デルガド役にレネー・マリノ、ロレイン役にエリカ・ピッチニーニ、フランキー・ヴァリの母親役にキャサリン・ナルドゥッチが配役された。

## チャリティ活動
2008年12月11日、ウエスト・エンド公演のキャストがイギリス王室の年長者が出席するロンドン・パラディウムで行なわれたロイヤル・バラエティ・パフォーマンスに出演した。これはEntertainment Artistes' Benevolent Fund の資金集めのために毎年行なわれるガラ・イベントである。2010年、ウエスト・エンド公演のキャストがChildren in Need の資金集めのイベントに出演した。このショーにはキャラクターのPudsey Bear もパフォーマンスに参加し£60,150を集めた。また2009年にもこのイベントにゲスト出演していた。
シカゴ公演のキャストは2年連続ブロードウェイ・ケアズのイベントにおいてツアー・カテゴリーで募金額トップとなった。2008年、シカゴ公演のキャストはブロードウェイ・ケアズ/エクイティ・ファイツ・エイズのための資金220,000ドルを集めた。
2010年10月、ブロードウェイで行なわれる公演全てのチケット売り上げから1枚につき1ドルがVH1セーブ・ザ・ミュージック・ファンデーションに寄付された。『ジャージー・ボーイズ』の公演からの寄付はニューヨーク市立学校の音楽教育に役立てられる。最終的にブロンクス区の公立学校85校の楽器演奏教育の見直しに充分な43,521ドルを集めた。学校への寄付となるVH1セーブ・ザ・ミュージック・ファンデーションのために再度資金集めをする計画が立てられた。

## ザ・ボーイズ・イン・コンサート
2010年、オリジナル・ブロードウェイ・キャストのクリスチャン・ホフ、マイケル・ロンゴリア、ダニエル・リチャード、J・ロバート・スペンサーの4名は『ザ・ボーイズ・イン・コンサート』というツアー公演を開始した。フランキー・ヴァリ、ボブ・ゴーディオ、マーシャル・ブリックマン、リック・エリスは「楽曲、舞台、ロゴの著作権の盗用」により、意図せずとも『ジャージー・ボーイズ』のスピンオフであるとの印象を与えるとして彼らを訴えた。名称を『ザ4ヒットマン』と変え、ホフ、ロンゴリア、リチャード、スペンサーはこの訴えは虚偽であり、いやがらせであり、俳優達の生活や評判を脅かすものであるとして逆に訴えた。2010年9月23日、ヴァリおよび出演者達は『ジャージー・ボーイズ』の名称を使用しないという条件でどちらも訴訟を取り下げた。2013年2月現在、『ザ・ミッドタウン・マン』として活動を続けている。

## 受賞歴

### オリジナル・ブロードウェイ・キャスト
| 年   | 賞                       | 部門                                   | 受賞者                                   | 結果       |
| ---- | ------------------------ | -------------------------------------- | ---------------------------------------- | ---------- |
| 2006 | ドラマ・デスク・アワード | ミュージカル作品賞                     | ミュージカル作品賞                       | ノミネート |
| 2006 | ドラマ・デスク・アワード | ミュージカル脚本賞                     | リック・エリス、マーシャル・ブリックマン | ノミネート |
| 2006 | ドラマ・デスク・アワード | ミュージカル主演男優賞                 | ジョン・ロイド・ヤング                   | 受賞       |
| 2006 | ドラマ・デスク・アワード | ミュージカル助演男優賞                 | クリスチャン・ホフ                       | ノミネート |
| 2006 | ドラマ・デスク・アワード | ミュージカル助演男優賞                 | ダニエル・リチャード                     | ノミネート |
| 2006 | ドラマ・デスク・アワード | 振付賞                                 | セルジオ・トゥルジロ                     | ノミネート |
| 2006 | ドラマ・デスク・アワード | ミュージカル演出賞                     | デス・マカナフ                           | ノミネート |
| 2006 | ドラマ・デスク・アワード | 音響デザイン賞                         | スティーヴ・キャニオン・ケネディ         | 受賞       |
| 2006 | トニー賞                 | ミュージカル作品賞                     | ミュージカル作品賞                       | 受賞       |
| 2006 | トニー賞                 | ミュージカル脚本賞                     | リック・エリス、マーシャル・ブリックマン | ノミネート |
| 2006 | トニー賞                 | ミュージカル主演男優賞                 | ジョン・ロイド・ヤング                   | 受賞       |
| 2006 | トニー賞                 | ミュージカル助演男優賞                 | クリスチャン・ホフ                       | 受賞       |
| 2006 | トニー賞                 | ミュージカル演出賞                     | デス・マカナフ                           | ノミネート |
| 2006 | トニー賞                 | 編曲賞                                 | スティーヴ・オーリッチ                   | ノミネート |
| 2006 | トニー賞                 | ミュージカル装置デザイン賞             | Klara Zieglerova                         | ノミネート |
| 2006 | トニー賞                 | ミュージカル照明デザイン賞             | ハウエル・ビンクリー                     | 受賞       |
| 2007 | グラミー賞               | 最優秀ミュージカル・ショー・アルバム賞 | 最優秀ミュージカル・ショー・アルバム賞   | 受賞       |

### オリジナル・ロンドン・キャスト
| 年   | 賞                       | 部門               | 受賞者                           | 結果       |
| ---- | ------------------------ | ------------------ | -------------------------------- | ---------- |
| 2008 | ローレンス・オリヴィエ賞 | ミュージカル作品賞 | ミュージカル作品賞               | 受賞       |
| 2008 | ローレンス・オリヴィエ賞 | ミュージカル男優賞 | ライアン・モロイ                 | ノミネート |
| 2008 | ローレンス・オリヴィエ賞 | 振付賞             | セルジオ・トゥルジロ             | ノミネート |
| 2008 | ローレンス・オリヴィエ賞 | 演出賞             | デス・マカナフ                   | ノミネート |
| 2008 | ローレンス・オリヴィエ賞 | 音響デザイン賞     | スティーヴ・キャニオン・ケネディ | ノミネート |

## 日本での上演
- 2016年7月1日 - 31日、シアタークリエ 日本語版初演(TEAM RED、TEAM WHITEと2チームに分けての上演)。演出は藤田俊太郎、音楽監督は島健が担当。第24回読売演劇大賞にて、ミュージカルとして初めて最優秀作品賞に輝く。併せて中川晃教が最優秀男優賞、藤田俊太郎が優秀演出家賞を受賞。
- 2018年5月12日・13日、東急シアターオーブ ミュージカル『ジャージー・ボーイズ』イン コンサートを上演(2日間 計4公演)。2016年版、2018年9月日本公演の新旧メインキャスト8人が結集。[62]コンサート形式では、同じ配役のキャスト含め全キャストが毎回出演。同じ配役のキャストが一緒に歌うシーンもある。ミュージカル公演で歌う役とコンサートで歌う役は同じでない場合がある。(例：『My Eyes Adored You』のミュージカル公演ではフランキー役が歌うパートを、コンサートではボブ・ゴーディオ役のキャストが歌う)

| キャスト | 中川晃教、藤岡正明/中河内雅貴/伊礼彼方、海宝直人/矢崎広、福井晶一/spi               |
| コーラス | 小此木まり、遠藤瑠美子、ダンドイ舞莉花、湊陽奈 白石拓也、山野靖博、森雄基、伊藤広祥 |

- 2018年9月7日 - 11月11日、シアタークリエ・大館市民文化会館・岩手県民会館・日本特殊陶業市民会館ビレッジホール・新歌舞伎座・久留米シティプラザ・神奈川県民ホール TEAM WHITE、TEAM BLUEの2チームに分けての再演及び全国ツアー公演。
- 2020年7月6日 - 8月9日、帝国劇場 再々演(TEAM BLACK、TEAM GREENと2チームに分けての上演)が予定されていたが、新型コロナウイルスの影響により全公演中止となった。[63][64]
- 2020年7月18日 - 8月5日、帝国劇場 ミュージカル『ジャージー・ボーイズ』イン コンサートを上演。再々演メインキャスト7人が結集。一部公演をライブ配信。[65]

| キャスト | 中川晃教、藤岡正明/尾上右近、矢崎広/東啓介、spi/大山真志                                   |
| キャスト | 加藤潤一/法月康平、畠中洋、綿引さやか、小此木まり 遠藤瑠美子、大音智海、白石拓也、山野靖博 |

- 2022年10月6日 - 12月11日、日生劇場・新歌舞伎座・博多座・日本特殊陶業市民会館ビレッジホール・あきた芸術劇場ミルハス・よこすか芸術劇場 フランキー・ヴァリ役を中川晃教、花村想太のダブルキャストで再演。[66][67]上演キャスト発表当初、TEAM BLACKのボブ・クルー役は法月康平を予定していたが、体調不良により降板。加藤潤一が全公演務めることとなった。[68] 第77回文化庁芸術祭賞にて、花村想太が新人賞を受賞。
- 2025年8月10日 - 9月30日、シアタークリエ TEAM BLACKが続投、TEAM YELLOWのフランキー・ヴァリ役に小林唯を迎えて再演。花村想太は特別出演・TEAM GREENとして一部公演に出演。また大音・加藤・石川・山野がメンバーを演じる『NEW GENERATION TEAM』での上演を行う。

日本上演スタッフ
- 演出：藤田俊太郎
- 翻訳：小田島恒志
- 訳詞：高橋亜子
- 音楽監督： 島 健
- 振付：新海絵理子

|                        | 2016年     | 2016年     | 2018年     | 2018年     | 2020年 (公演中止)  | 2020年 (公演中止)  | 2022年              | 2022年         | 2025年         | 2025年         | 2025年         | 2025年              |
|                        | TEAM RED   | TEAM WHITE | TEAM WHITE | TEAM BLUE  | TEAM BLACK         | TEAM GREEN         | TEAM BLACK          | TEAM GREEN     | TEAM BLACK     | TEAM YELLOW    | TEAM GREEN     | New Generation Team |
| ---------------------- | ---------- | ---------- | ---------- | ---------- | ------------------ | ------------------ | ------------------- | -------------- | -------------- | -------------- | -------------- | ------------------- |
| フランキー・ヴァリ     | 中川晃教   | 中川晃教   | 中川晃教   | 中川晃教   | 中川晃教           | 中川晃教           | 中川晃教            | 花村想太       | 中川晃教       | 小林唯         | 花村想太       | 大音智海            |
| トミー・デヴィート     | 藤岡正明   | 中河内雅貴 | 中河内雅貴 | 伊礼彼方   | 藤岡正明           | 尾上右近           | 藤岡正明            | 尾上右近       | 藤岡正明       | spi            | spi            | 加藤潤一            |
| ボブ・ゴーディオ       | 矢崎広     | 海宝直人   | 海宝直人   | 矢崎広     | 東啓介             | 矢崎広             | 東啓介              | 有澤樟太郎     | 東啓介         | 有澤樟太郎     | 有澤樟太郎     | 石川新太            |
| ニック・マッシ         | 吉原光夫   | 福井晶一   | 福井晶一   | spi        | 大山真志           | spi                | 大山真志            | spi            | 大山真志       | 飯田洋輔       | 飯田洋輔       | 山野靖博            |
| ボブ・クルー           | 太田基裕   | 太田基裕   | 太田基裕   | 太田基裕   | 加藤潤一・法月康平 | 加藤潤一・法月康平 | 加藤潤一 (法月康平) | 加藤潤一       | 加藤潤一       | 原田優一       | 原田優一       | 原田優一            |
| ノーム・ワックスマン   | 戸井勝海   | 戸井勝海   | 畠中洋     | 畠中洋     | 畠中洋             | 畠中洋             | 戸井勝海            | 戸井勝海       | 戸井勝海       | 畠中洋         | 畠中洋         | 畠中洋              |
| ジップ・デカルロ       | 阿部裕     | 阿部裕     | 阿部裕     | 阿部裕     | 山路和弘           | 山路和弘           | 山路和弘            | 山路和弘       | 阿部裕         | 川口竜也       | 川口竜也       | 川口竜也            |
| メアリー               | 綿引さやか | 綿引さやか | 綿引さやか | 綿引さやか | 綿引さやか         | 綿引さやか         | 綿引さやか          | 綿引さやか     | ダンドイ舞莉花 | ダンドイ舞莉花 | ダンドイ舞莉花 | ダンドイ舞莉花      |
| ロレイン               | 小此木まり | 小此木まり | 小此木まり | 小此木まり | 小此木まり         | 小此木まり         | 小此木まり          | 小此木まり     | 原田真絢       | 原田真絢       | 原田真絢       | 原田真絢            |
| フランシーヌ           | まりゑ     | まりゑ     | まりゑ     | まりゑ     | 和田清香           | 和田清香           | ダンドイ舞莉花      | ダンドイ舞莉花 | 町屋美咲       | 町屋美咲       | 町屋美咲       | 町屋美咲            |
| リードエンジェル       | 遠藤瑠美子 | 遠藤瑠美子 | 遠藤瑠美子 | 遠藤瑠美子 | 遠藤瑠美子         | 遠藤瑠美子         | 遠藤瑠美子          | 遠藤瑠美子     | 柴田実奈       | 柴田実奈       | 柴田実奈       | 柴田実奈            |
| ハンク・マジュースキー | 大音智海   | 大音智海   | 大音智海   | 大音智海   | 大音智海           | 大音智海           | 大音智海            | 大音智海       | LEI'OH         | 大音智海       | 大音智海       | LEI'OH              |
| ストッシュ             | 白石拓也   | 白石拓也   | 白石拓也   | 白石拓也   | 白石拓也           | 白石拓也           | 杉浦奎介            | 杉浦奎介       | 杉浦奎介       | 伊藤広祥       | 伊藤広祥       | 伊藤広祥            |
| ドニー                 | 山野靖博   | 山野靖博   | 山野靖博   | 山野靖博   | 山野靖博           | 山野靖博           | 山野靖博            | 山野靖博       | 山野靖博       | 山田元         | 山田元         | 山田元              |
| ジョーイ               | 石川新太   | 石川新太   | 石川新太   | 石川新太   | 若松渓太           | 若松渓太           | 若松渓太            | 若松渓太       | 石川新太       | 若松渓太       | 若松渓太       | 若松渓太            |
| フランス人 ラッパー    | 石川新太   | 石川新太   | 石川新太   | 石川新太   |                    |                    | 岡 施孜             | 岡 施孜        | 石川新太       | 若松渓太       | 若松渓太       | 若松渓太            |